# Nyolc áramkörös tudat-modell
A "nyolc áramkörös tudat-modell" egy Timothy Leary által javasolt hipotézis, amit Robert Anton Wilson, Antero Alli és Laurent Huguelit fejlesztett tovább. A modell az információ nyolc áramkörét írja le (nyolc "agyat") , melyek az emberi idegrendszeren belül működnek, és az általuk közvetlenül tapasztalt valóság szintjeinek felelnek meg.
Az "alsóbb" négy ezek közül, más néven a "lappangó áramkörök" általános pszichológiával foglalkoznak, a "fölsőbb", vagy "égi áramkörök" pedig a tudat módosult állapotaival, mint például megvilágosodás, misztikus élmények, pszichedelikus tudatállapotok és pszichikus képességek. A hipotézis szerint ezek a módosult tudatállapotok már kifejlettek, csak nem alkalmazzák széles körben a használatát. Timothy Leary azt írja, a négy "lappangó áramkör" a földi emberi társadalomban való túléléshez és működéshez szükséges, az "égi áramkörök" pedig hasznosak lesznek azoknak a távoli jövőben élő embereknek, akik egy nap a messzi űrbe vándorolnának és földön-kívüliekként élnének.
Leary, Alli és Wilson mélységében írnak arról, hogy az áramkörök miként működnek az individuális egyének és a társadalmak életében. A modell nem jelent meg elismert tudományos kiadványokban, és mint az agy fizikai működésének leírására tett szándék,áltudományosnak vélhető. Leary az egyes áramkörök aktiválásának elősegítéséhez pszichoaktív szereket is javasol. Az "áramkör" elnevezés az 1970-es évek elsőkibernetikai kutatásainak és fejlesztésinek első hullámából származik az Amerikai Egyesült Államokból. (Mások találóbbnak tartották a "rendszerek" elnevezést az "áramkörökkel" szemben, mert úgy egyszerre utalna egy rendszer-elméletre, valamint az organizmus változó anatómiájára, amint a neurológiás változásokon keresztülmegy.)
A modell egyaránt illeszkedik az individuális szervezet egyéni "evolúciójára", és az egész élet fájának biológiai evolúciójára.

## A nyolc áramkör

### 1. Az orális bio-túlélési áramkör
Ez az áramkör a táplálkozáshoz, fizikai biztonsághoz, komfortérzethez és túléléshez kapcsolódik, szoptatáshoz, érintéshez, stb.
Felnőtteknél opioidok hatására aktiválódik, mint a morfin vagy a heroin. Ennek az áramkörnek 1 térbeli dimenziója van, kétféle iránya.
Ez az áramkör csecsemőkorban vésődik be (imprint). Ez a bevésődés / imprint egész életen át tarthat, ha egy erőteljes élmény nem írja felül azt. Az imprint természetétől függően, az organizmus a kétféle magatartás közül az egyiket veszi fel:
- A pozitív imprint egy alapvetően bizalmas attitűdöt épít fel. Az organizmus a környezetét általánosságban jóindulatúnak tartja, elfogadja és megértően szemléli azt. A Tranzakcióanalízis életpozíciós modelljében ez az "oké vagy" alapértelmezett pozícióval azonos.
- A negatív imprint egy alapvetően gyanakvó attitűdöt épít fel. Az organizmus környezetét általában ellenségesnek látja, menekül és elkerül. A Tranzakcióanalízis életpozíciós modelljében ez a "nem vagy oké" alapértelmezett pozícióval azonos.

Ez az áramkör elvileg a gerinc nélküli állatok agyának legkorábbi evolúciójában jelent meg. A "három agy" (triune brain) elméletben ez a hüllő-agyhoz kapcsolódik. Az áramkör lényegében ugyanúgy működik az emlősök, a hüllők, halak, főemlősök és emberek esetében.
Robert Anton Wilson szerint ez az áramkör az orális szakasszal azonos Freud pszichoszexuális fejlődéselméletében.

### 2. Az emocionális-territoriális áramkör
Az emocionális-territoriális áramkör totyogó korban vésődik be. Dominanciával és alávetettséggel, területiséggel foglalkozik.
Ezen áramkörben az imprint a két állapot egyikét idézi elő:
- Domináns, agresszív viselkedés. Ez az imprint egyfajta "alfa" szociális attitűdöt generál. Egyenértékű az "oké vagyok" pozícióval a tranzakcióanalízisben, valamint a mester-moralitással Friedrich Nietzsche modelljében.[1] modelljében.
- Alázatos, együttműködő viselkedés. Egyenértékű a "nem vagyok oké" pozícióval a tranzakcióanalízisben, valamint a szolga-moralitással Nietzsche modelljében.

Ez az áramkör depresszáns drogok, például alkohol, altatók és benzodiazepinek hatására aktiválódik. Először a territoriális gerinces állatoknál jelent meg és minden emlősben kifejlődött. A "három agy" elméletben az emlős-agyat képviseli. Robert Anton Wilson ezt az áramkört az anális szakasszal azonosította Freud pszichoszexuális fejlődéselméletében. Az áramkör bevezet egy 2. dimenziót, ezzel 4 irányt nyitva meg.
Az első és második áramkör binárisan vésődik be: bizalom / gyanakvás és dominancia / alázat. Így az imprint négyféleképpen építheti fel az első két áramkört:
- 1. bizalmas, 2. domináns: oké vagyok, és te is oké vagy. Barátságos önbizalom. A 4 őselem közül a Tűznek felel meg.[1] Kolerikus a vérmérsékleti típusok közül.[1]
- 1. bizalmas, 2. alázatos: nem vagyok oké, de te oké vagy. Barátságos gyengeség. A 4 őselem közül a Víznek felel meg. Flegmatikus vérmérséklet.
- 1. gyanakvó, 2. domináns: oké vagyok, de te nem vagy oké. Barátságtalan önbizalom. A 4 őselem közül Levegő. Szangvinikus vérmérséklet.
- 1. gyanakvó, 2. alázatos: nem vagyok oké és te sem vagy oké. Barátságtalan gyengeség. A 4 őselem közül Föld. Melankolikus vérmérséklet.

### 3. A szimbolikus vagy neuroszemantikus áramkör
Ezen áramkört emberi szimbólumrendszerek határozzák meg. Nyelvvel foglalkozik, illetve az organizmus találékonyságával, számításaival, predikcióival, mentális világképével, fizikai ügyességével, stb. 
Stimuláns hatóanyagok hatására aktiválódik, mint az amfetaminok vagy a koffein. Az áramkör vélhetően akkor alakult ki, amikor az első emberszabásúak elkezdték elkülöníteni magukat a többi főemlőstől.
Robert Anton Wilson azt írja, ez az "idő-megkötő", vagy "koncepciós áramkör". Ez azt jelenti, hogy ennek az áramkörnek a tartalmai - technológia, tudomány, emberi megoldások, stb. - memetikusan raktározódnak és öröklődnek generációról generációra, illetve folyamatosan mutálódnak és bonyolultabbá válnak. A bevésődés azt hordozza magával, hogy az illető mennyire ÉRZI magát intelligensnek vagy kompetensnek a környezetében. Ez nem feltétlenül egyezik az objektív realitással, illetve azt is érdemes ezen a ponton megjegyezni, hogy az intelligenciának különböző típusai vannak. Robert Anton Wilson azt írja, "a verbális intelligenciával rendelkező embereknek hatalmuk van a nyelv felett, ezért hívják ők magukat AZ értelmiségnek.

### 4. A szocioszexuális áramkör
A negyedik áramkör az első szexuális élmények és a körbevevő közösségi morál által vésődik be. Szexuális élvezetekhez, a "morális" és az "immorális" definiálásához, szaporodáshoz, gyermekneveléshez kapcsolódik. Kulturális értékekkel és a társadalommal való együttműködéssel foglalkozik. Elméletileg a fejlődő törzsi közösségek kialakulásakor jelent meg. Az imprint lényege itt az, hogy az egyén mennyire elégedett magával az adott környezetben. Az áramkör aktiválódhat entaktogén szerek, mint például azMDMA hatására.
Mindenki rendelkezik ezekkel az áramkörökkel, de vannak, akik megragadnak egyiknél vagy másiknál, mert azt - tudatosan vagy tudat alatt - problémás területnek tekintik, amin dolgozniuk kell. Az áramkörök hatnak egymásra és gyakran helyettesíthetik is egymást, főleg ha valamelyik fejletlenebb, mint egy másik. Ennek egy klasszikus példája, amikor valakinek a 2. áramkörben "alávetett" az imprint, és a tudásával (3. áramkör) igyekszik azt dominanciába fordítani kevésbé művelt társai körében.
A következő áramkörök a misztikus, pszichikus, paranormális tudattal foglalkoznak, az eddigi áramkörök szerkezetére épülve.

### 5. A neuroszomatikus áramkör
Ez az áramkör neurológiás, neuroszomatikus visszajelzésekkel foglalkozik. Lényege az öntudatra ébredés, és az ezzel járó "üdvözült" állapot  .
Amikor aktiválódik, megfoghatatlanul jól eső érzés árad szét az egyén tudatában, ami ezáltal jótékony hatással bír a fizikai egészségére is.
Az ötödik áramkör a test tudata. A figyelem a lineáris, látható tér helyett a mindent átfogó, érzékileg tapasztalható térre összpontosul. Az érzékelt dolgok nem jelentésük vagy hasznosságuk alapján értékelődnek ki, hanem esztétikai minőségük alapján. Ennek az áramkörnek a megtapasztalása gyakran hedonisztikus kicsapongásokat von maga után, egyfajta mámoros szórakozottságot, függetlenséget az előző négy áramkör kényszeres mechanizmusától.
Ez az áramkör eksztatikus élmények hatására aktiválódik, például hatha jóga, tantra, Zen meditáció vagy a kannabisz élettani hatásai által. Robert Anton Wilson azt írja, "a Tantra jóga azzal foglalkozik, hogy a tudatot erre a szintre emelje", illetve hogy "az elnyújtott szexuális előjáték orgazmus nélkül mindig előidézi az ötödik áramkör tudatállapotát."
Timothy Leary szerint ez az áramkör az elit közösségek körében jelent meg először, a jóléti pozícióban élő felső osztályok kifejlődésekor i.e. 2000 körül. Az ötödik áramkör elérése és általános tapasztalása lehetővé teszi az első áramkörtől induló "újraprogramozást", vagyis az öngyógyítás folyamatának beindítását.

### 6. A neuroelektrikus / metaprogramozó / pszichikus áramkör
Megjegyzés: Timothy Leary ezt az áramkört veszi a hatodiknak, a neurogenetikusat pedig a hetediknek. Robert Anton Wilson megfordítja ennek a két áramkörnek a sorrendjét. 
Ez az áramkör azt érinti, hogy újra tudjuk programozni az összes korábbi áramkört, és átértékelni a tapasztalt "valóságok" relativitását. Lényege, hogy az idegrendszer is öntudatára ébred. Leary szerint ez lehetőséget ad a telepatikus kommunikációra, és kisebb dózis LSD (50-150 µg), pejotl, vagy pszilocibin gomba hatására aktiválódik. Leary i.e. 500-ra datálja keletkezését.

### 7. A neurogenetikus vagy morphogenetikus áramkör
Ez az áramkör teremt kapcsolatot az egyén tudata, valamint az evolúció és az élet teljes egésze között. A tudat azon része, amelyben az előző generációk tapasztalatai visszhangzanak, melyek elkísérték az egyén tudatát annak jelenlegi szintjére.
Ősi, társadalmi és tudományos DNS-RNS-agyi válaszreakciókon alapul. Akik elérték ezt a mutációs szintet, előző életekről, reinkarnációról, halhatatlanságról számolhatnak be. Carl Jung modelljében ez a kollektív tudattalanhoz kapcsolódik, amely az archetípusokat tartalmazza. Az aktiválódásával járó érzékelés azonos lehet Pán isten tudatával, melyben az Élet egy egész, vagy Gaia istennő tudatával, mely szerint a bioszféra egésze egyetlen élő organizmus.
Ezen áramkör LSD (200-500 µg), vagy nagy dózisú pejotl vagy pszilocibin gomba, vagy jóga és meditáció segítségével érhető el.
A hindu kultúrában jelentkezett az első évezred elején, majd később szúfista szekták körében.

### 8. A pszichoatomikus vagy non-lokális kvantum áramkör (tudatfeletti)
A nyolcadik áramkör a kvantum-tudattal, a non-lokális tudattal foglalkozik. Ennek lényege az általános téridőn kívülről érkező információ, ami a fénysebesség miatt korlátozott. Sokk, halálközeli élmény, vagy a kundalini felébresztése is elősegítheti ezen áramkör aktiválódását. Az "Indra hálója" buddhista koncepcióhoz hasonlítható. Leary szerint DMT, nagy dózisú LSD (1,000+ µg) vagy ketamin segítségével hívható elő.

## Külső hivatkozás
- Leary's Eight Circuit Model of Consciousness
- Timothy Leary's Eight Circuit Model of Consciousness
- The 8-Circuit Model of Timothy Leary and Robert Anton Wilson
- The Eight Winner and Loser Scripts
- 5th Circuit Activation and the Ecstasy Generation
- Totem Pill - Animated Interpretation of the 8 Circuit Model by Marc Ngui
- Wikibook on consciousness studies
- About the 8 circuits on Erowid